# ألكسندر بيلوف (مغني)
ألكسندر بيلوف (بالمقدونية: Александар Белов)‏ هو مغني شمال مقدوني، ولد في 7 فبراير 1987 في نيغوتينو في مقدونيا الشمالية.